# Gefecht an der Stanwix Station
Das Gefecht an der Stanwix Station war eine Auseinandersetzung  im Zuge des Sezessionskriegs zwischen der Union und den Konföderierten und fand am 29. März 1862 statt. 

## Ort
Die Stanwix Station war ein Haltepunkt der Butterfield Overland Mail Strecke im Westen von Arizona. 
Sie wurde in den späten 1850er Jahren in der Nähe des Gila River errichtet. Ursprünglich hieß die Station Flap Jack Ranch, später dann Grinell’s Ranch oder Grinell’s Station.
Im Jahre 1862 war die Station ein Teil der Reiseroute der California Column. 
Die Stanwix Station war der westlichste Ort, an dem während des Sezessionskriegs gekämpft wurde.

## Gefecht
Capt. William P. Calloway und seine 272 Vorreiter von der California Column entdeckten eine Truppe Konföderierter dabei, als diese versuchten, Heu anzuzünden, das für die Tiere der California Column an der Stanwix Station bereitlag. Es folgte ein Schusswechsel, bei dem die Konföderierten unterlagen. 
Sie zogen sich nach Tucson, der damaligen Hauptstadt der Konföderierten in Arizona, zurück. Bevor die Konföderierten Tucson evakuierten, zerstörten und beseitigten sie alle Vorräte, die dort für die California Column gelagert waren.

## Bedeutung
Die Bedeutung des Ereignisses liegt einerseits darin, dass durch das brennende Heu (nicht nur an der Stanwix Station, sondern auch an fünf anderen Stationen entlang des Gila River brannte Heu) der Vormarsch der California Column nach Tucson und Mesilla erheblich verzögert wurde. Andererseits liegt es auch daran, dass durch die Verzögerung Sherod Hunter, ein Kommandant der Konföderierten in Tucson, vor den herannahenden Feinden rechtzeitig gewarnt wurde. Hunter brachte seine Truppen an strategisch günstige Positionen, was unter anderem zum Kampf am Picacho Pass führte. Der Kampf dort unterschied sich zu dem an der Stanwix Station dadurch, dass es mehr Tote und Verwundete gab.